# Flectonotus fitzgeraldi
Flectonotus fitzgeraldi es una especie de anfibio anuro de la familia Hemiphractidae.

## Distribución geográfica
Esta especie se encuentra en Trinidad y Tobago y en la península de Paria en Venezuela desde el nivel del mar hasta los 1000 m sobre el nivel del mar.

## Descripción
Flectonotus fitzgeraldi mide de 19 a 24 mm.

## Etimología
Esta especie lleva el nombre en honor a Leslie Desmond Foster Vesey-Fitzgerald (1909–1974).

## Publicación original
- Parker, 1934: Some frogs and toads of Trinidad. Tropical Agriculture, Trinidad, vol. 11, n.º 5, p. 123.[6]